# 天津オリンピック・スポーツセンター・スタジアム
天津オリンピック・スポーツセンター・スタジアム（てんしんオリンピック・スポーツセンター・スタジアム、中: 天津奥林匹克体育中心体育场、英: Tianjin Olympic Center Stadium）は、中国・天津市にあるスタジアム。天津五輪スタジアム、天津五輪体育場、天津奥体中心とも表記される。

## 施設概要
60000人収容の陸上競技場。総工費は15億元。設計は日本の佐藤総合計画。外観は一滴の水に非常に似ているところから、「水滴」の愛称がある。施設周辺には4つの人造湖があり総面積は7.5平方キロメートル。

## 主な大会・イベント
- 2007年8月19日にこけら落としとして、女子サッカーの親善試合、中国対オーストラリアを開催。
- 2007年9月　2007 FIFA女子ワールドカップ 5試合開催
- 2008年　北京オリンピックサッカー競技計12試合（男子6試合、女子6試合）を開催
- 2013年10月　2013年東アジア競技大会 開催
- 2017年 第13回中華人民共和国全国運動会開催